# Моховаткинские Ломы
Моховаткинские Ломы (ранее Ломы) — деревня в Сычёвском районе Смоленской области России. Входит в состав Бехтеевского сельского поселения. Население — 9 жителей (2007 год). 
Расположена в северо-восточной части области в 11 км к западу от Сычёвки, в 15 км западнее автодороги Р134 «Старая Смоленская дорога» Смоленск — Дорогобуж — Вязьма — Зубцов. В 14 км северо-восточнее деревни расположена железнодорожная станция Сычёвка на линии Вязьма — Ржев. 

## История
В годы Великой Отечественной войны деревня была оккупирована гитлеровскими войсками в октябре 1941 года, освобождена в марте 1943 года.